# List of Prokaryotic names with Standing in Nomenclature
La List of Prokaryotic names with Standing in Nomenclature, abreujada LPSN, és una base de dades en línia que manté i proporciona els noms correctes —segons la nomenclatura i taxonomia acceptades— i la informació relativa a procariotes d'acord amb el Codi Internacional de Nomenclatura de Bacteris, o Codi bacteriològic. Revisada de 1997 a juny de 2013 per J.P. Euzéby i des de juliol de 2013, per Aidan C. Part, es troba allotjada en els en els servidors gandi.net a Baltimore, Estats Units. La taxonomia dels bacteris i arqueus s'actualitza mitjançant la revista International Journal of Systematic and Evolutionary Microbiology (IJSBA / IJSEM).
El lloc web, a més de mantenir el registre dels noms actuals taxonòmics dels bacteris, comte amb diversos recursos i fonts de referència que expliquen les normes mínimes per a la descripció de nous tàxons, té ajudes i aclariments per la gramàtica llatina i grega i proporciona una llista exhaustiva de les col·leccions de cultius —Culture Collection in the World— arran de tot el món que es dediquen al camp dels bacteris.